# 三淵啓自
三淵 啓自（みつぶち けいじ、1961年 - ）は、東京都生まれ、デジタルハリウッド大学大学院教授、VIPプロダクション代表。

## 経歴
- 陸上自衛隊生徒（陸上自衛隊少年工科学校）卒業
- 防衛大学校入学
- 1983年 防衛大学校中退後、渡米。
- 1988年 サンフランシスコ大学コンピュータサイエンス学科卒業
- 1991年 スタンフォード大学に入学し大学院にて修士号を取得。卒業後は米オムロンのサンタクララ研究所で人工頭脳、画像認識、学習機能の研究に従事した。
- 1994年 米オムロンを退社。
- 1995年 シリコンバレーでトライユニティー社及び3WConcepts社設立。
- 1997年 日本で日本WEBコンセプツ社を設立。
- 2003年 サンフランシスコに3U.COM Inc.社設立
- 2004年 デジタルハリウッド大学院大学専任教授に就任
- 2005年 同上, メディアサイエンス研究所　NCG研究室長に就任
- 2006年 同上　セカンドライフ研究室長に就任
- 2008年 メタバース協会常任理事に就任[2]
- 2012年 先端IT活用推進コンソーシアム - ビジネスAR研究部会、顧問に就任[3]
- 2014年 株式会社バーチャルIPプロダクションを設立、代表に就任[4]
- 2016年 2501株式会社（現MasterVations）、コモンテクニカルアキテクートに就任
- 2018年　同CEO私的相談役に就任
- 2019年 ToposWare、アドバイザーに就任[5]
- 2024年 TigerEye、サービスアーキテクト顧問に就任[6]

## 著書
- 『セカンドライフの歩き方 バーチャルワールド ガイドブック』アスキー、2007年3月
- 『超実践! セカンドライフ』角川、2007年9月
- 『セカンドライフ　ビジネスの成功の法則』DHC、2007年11月

## 監修書籍
- 『セカンドライフ公式ガイドブック』　インプレスR&D
- 『セカンドライフ非公式まるわかりガイドブック』　徳間書店
- 『500円でわかるセカンドライフ』学研
- 『セカンドライフの歩き方 バーチャルワールド・ガイドDVD』BMG JAPAN Inc.
- 『仮想社会にようこそ! セカンドライフ探検ガイド』実業之日本社

## 共著書
- 『デジタルの仕事がしたい』杉山知之他　岩波ジュニア新書、2005年8月
- 『智場 #108 ゲーム・デヴォリューション』遠藤 雅伸他、国際大学GCC、2006年12月
- 『バーチャルリアリティー学』日本バーチャルリアリティ学会、工業調査会 2010年01月
- 『スマホ・SNSでEC激変　マーケティング最前線』日経MJ（編）、日経e新書、日本経済新聞社 2013年05月
- 『ele-king臨時増刊号 仮想空間への招待──メタヴァース入門 』、(ele-king books) ムック  2021/10/29

## 監修DVD
- 『セカンドライフの歩き方 バーチャルワールド・ガイドDVD』ソニーBMG

## 新聞連載
- 日経MJ ECの波頭（月1回） 2009年10月 - 2014年10月

## 映像監督作品
- 『ソニックキャノン』吉田智美、柚木佑美、山崎裕子

## 参照
- ReseachMap
- LinkedIn
- Facebook
- gree
- pintarest
- 日経MJ　ECの波頭
- 先端IT活用推進コンソーシアム - 顧問
- インターネット白書2009
- デジタルハリウッド プレスリリース 2020.5.7
- インターネット白書2023,P35-P39